# Dirk Krausse
Dirk Lutz Krausse (* 25. Januar 1962 in Haan, Rheinland) ist ein deutscher Prähistoriker und Landesarchäologe von Baden-Württemberg.

## Leben
Dirk Krausse studierte von 1983 bis 1987 Ur- und Frühgeschichte, Ethnologie, Volkskunde und Anthropologie in Göttingen und von 1987 bis 1993 Ur- und Frühgeschichte, Europäische Ethnologie und Anthropologie an der Universität Kiel. Im Jahr 1993 wurde er mit einer Dissertation zur kulturgeschichtlichen Einordnung der Trink- und Speisegeschirre aus dem späthallstattzeitlichen Fürstengrab von Hochdorf promoviert – eine Arbeit, für die er 1995 mit dem Kurt-Bittel-Preis für Süddeutsche Altertumskunde ausgezeichnet wurde.
Krausse leitete ab Frühjahr 1994 im Rahmen des Schwerpunktprogramms „Romanisierung“ der Deutschen Forschungsgemeinschaft die Ausgrabungen in der keltisch/römischen Siedlung auf dem Kastellberg in Wallendorf in der Eifel. Von November 1995 bis Oktober 2001 war er als Assistent am Institut für Ur- und Frühgeschichte der Christian-Albrechts-Universität zu Kiel beschäftigt. Seine im Juli 2001 eingereichte Habilitationsschrift widmet sich der Untersuchung des eisenzeitlichen Kulturwandels und der Romanisierung Ostgalliens. Im selben Jahr erfolgte seine Ernennung zum Privatdozenten. Anschließend war er bis 2003 als Akademischer Rat an der Universität Kiel beschäftigt und leitete unter anderem Ausgrabungen auf dem späthallstattzeitlichen Fürstensitz Mont Lassois in Burgund. Im Jahr 2003 wurde Krausse Referatsleiter im Landesamt für Denkmalpflege Baden-Württemberg und dort 2008 zum Landesarchäologen ernannt. Neben seiner Tätigkeit als Landesarchäologe ist Krausse Dozent an der Eberhard Karls Universität Tübingen, die ihm 2011 den Titel des außerplanmäßigen Professors verliehen hat.
Seit 2009 gehört Krausse dem Vorstand der Gesellschaft für Archäologie in Baden-Württemberg an und war von 2009 bis 2014 auch stellvertretender Vorsitzender. Zudem gehört er dem Stiftungsrat der Förderstiftung Archäologie in Baden-Württemberg an.
Außerdem ist Krausse im Verband der Landesarchäologien auf nationaler und im EAC (Europae Archaeologiae Consilium) auf internationaler Ebene engagiert. Seine Forschungsschwerpunkte sind die Archäologie der mitteleuropäischen Eisenzeiten und hier vor allem siedlungsarchäologische Fragestellungen zu Urbanisierungs- und Zentralisierungsprozessen sowie Forschungen zur Elitenbildung und zu Akkulturationsprozessen. Große Bedeutung besitzen in seinen Arbeiten theoretische Überlegungen zur Interpretation archäologischer Quellen und zur Analogiebildung. Überregionales Medieninteresse erlangte die von ihm geleitete archäologische Untersuchung eines reich ausgestatteten frühkeltischen Kammergrabes im Gräberfeld Bettelbühl bei Herbertingen, bei der 2010 die Grabkammer in einem 80 Tonnen schweren Block geborgen und im Labor ausgegraben wurde. In unmittelbarer Nähe erfolgte im Oktober 2020 eine weitere Blockbergung unter seiner Leitung, die aufgrund der extremen Trockenheit notwendig wurde und deren wissenschaftlich außergewöhnlich wertvolle Objekte im Befund „auch vor dem Hintergrund der fortschreitenden klimatischen Veränderungen akut gefährdet sind“.

## Schriften (Auswahl)
- Hochdorf III. Das Trink- und Speiseservice aus dem späthallstattzeitlichen Fürstengrab von Eberdingen-Hochdorf (Kr. Ludwigsburg) (= Forschungen und Berichte zur Vor- und Frühgeschichte in Baden-Württemberg. Band 64). Theiss, Stuttgart 1996.
- Eisenzeitlicher Kulturwandel und Romanisierung im Mosel-Eifel-Raum. Die keltisch-römische Siedlung von Wallendorf und ihr archäologisches Umfeld (= Römisch-germanische Forschungen. Band 63). Philipp von Zabern, Mainz 2006 (Digitalisat; Online-Version des Fundstellenkatalogs).